# Hyde, Bedfordshire
Hyde är en civil parish i Storbritannien.   Den ligger i kommunen Central Bedfordshire i riksdelen England, i den södra delen av landet, 40 km norr om huvudstaden London.